# Lars Erstrand
Lars Erstrand (* 27. September 1936 in Uppsala; † 11. März 2009 ebenda) war ein schwedischer Jazz-Vibraphonist und Bandleader des Swing.

## Werdegang
Erstrand spielte zu Beginn seiner Karriere Klavier, Tuba und Posaune und wechselte zum Vibraphon, nachdem er Lionel Hampton gehört hatte. Mit diesem nahm er später das Album Two Generations für das Phontastic-Label auf. In den 1960er Jahren arbeitete er mit Ove Lind; 1972 spielte er mit Benny Goodman. Er war bei vielen Plattenaufnahmen als Sideman tätig und veröffentlichte seit den 1980er Jahren eine Reihe von Alben unter eigenem Namen auf den Label Opus und Sittel. Erstrand wirkte bei Aufnahmen von Arne Domnérus, Joe Newman, der Peanuts Hucko All Stars, der Norbotten Big Band, Georg Riedel, Jesper Thilo und Bob Wilber mit.

## Diskografie (Auswahl)
Als Leader
- Two Sides of Lars Erstrand (Opus, 1983)
- Lars Erstrand and Four Brothers (Opus, 1984)
- Beautiful Friendship First & Second Set (Sittel, 1992)
- ‘S Wonderful (Sittel, 2000)

Als Sideman
- Georg Riedel: Kirbitz (Phontastic, 1980/81)
- Arne Domnerus: Sugar Fingers (Phontastic, 1993)
- Swedish Swing Society Winter Swing (Sittel, 1994, mit Antti Sarpila, Ulf Johansson, Björn Sjödin)
- The International All Stars Play Benny Goodman (Nagel-Heyer, 1995, mit Ken Peplowski, Howard Alden, Mark Shane, Len Skeat, Joe Ascione, Dave Ratajczak sowie Antti Sarpila, Allan Vaché)
- Bob Wilber: Everywhere You Go There’s Jazz (Arbors, 1998)
- Jesper Thilo: Flying Home (Music Mekka, 1999)